# 斯塔尼斯拉維
50°18′21″N 25°23′47″E / 50.30583°N 25.39639°E
斯塔尼斯拉維（烏克蘭語：Станіслави），是烏克蘭西北部的村莊，隸屬里夫內州的杜布諾區。該村始建於1882年，面積7.85平方公里，海拔高度223米，2001年人口212，人口密度每平方公里27人。